# Juan Carlos Haedo
Juan Carlos Haedo (* 3. Januar 1948 in Chascomús) ist ein ehemaliger argentinischer Radrennfahrer und nationaler Meister im Radsport.

## Sportliche Laufbahn
Haedo war im Straßenradsport und im Bahnradsport aktiv. Er war Teilnehmer der Olympischen Sommerspiele 1976 in Montreal. Dort nahm er an den Wettbewerben im Straßenradsport teil. Im olympischen Straßenrennen schied er aus. Im Mannschaftszeitfahren kam Argentinien mit Juan Carlos Haedo, Osvaldo Benvenuti, Oswaldo Frossasco und Raúl Labbate auf den 22. Platz.
Auch bei den Olympischen Sommerspielen 1984 in Los Angeles war er am Start. Dort startete er im Bahnradsport. Im Punktefahren belegte er den 20. Rang.
1971 gewann er die Silbermedaille in der Mannschaftsverfolgung bei den Panamerikanischen Spielen, 1979 holte er Bronze in dieser Disziplin. 1981 gewann Argentinien mit Juan Carlos Haedo, Pedro Omar Caino Petra, Eduardo Walter Trillini und Gustavo Kucich die Goldmedaille.
Die Argentinische Meisterschaft im Straßenrennen der Männer entschied er 1982 für sich. 1974 war er im Eintagesrennen Prova Ciclística 9 de Julho erfolgreich. 1975 und 1976 gewann er das Etappenrennen Vuelta al Valle. Das Rennen Apertura CC La Nación Mercedes gewann er viermal. Den GP del Vidrio gewann er 1980, 1982 und 1984. In der Uruguay-Rundfahrt 1982 wurde er Dritter.

## Familiäres
Er ist der Vater von Juan José Haedo, der ebenfalls Radrennfahrer wurde.